# Sucre (Trujillo)
Pour les articles homonymes, voir Sucre (homonymie).
Sucre est l'une des vingt municipalités de l'État de Trujillo au Venezuela. Son chef-lieu est Sabana de Mendoza. En 2011, la population s'élève à 30 715 habitants.

## Géographie

### Subdivisions
La municipalité est divisée en quatre paroisses civiles avec, chacune à sa tête, une capitale (entre parenthèses) :
- El Paraíso (El Paraíso) ;
- Junín (Junín) ;
- Sabana de Mendoza (Sabana de Mendoza) ;
- Valmore Rodríguez (Valmore Rodríguez).